# Trolleybus d'Irkoutsk
Le trolleybus d'Irkoutsk (en russe : Иркутский троллейбус) — un des systèmes de transport en commun d'Irkoutsk (en Sibérie, en Russie).
Ce système est ouvert depuis le 6 novembre 1970.

## Réseau actuel

### Aperçu général
Le réseau compte 10 lignes de trolleybus.
- 1 — Université de chemin de fer d’Irkoutsk — square de Kirov
- 3 — square de Kirov — quartier de Marata
- 4 — square de Kirov — aéroport
- 5 — square de Kirov — quartier solaire
- 6 — Université de chemin de fer d'Irkoutsk — aéroport
- 7 — square de Kirov — quartier du 1er mai
- 7K — quartier du 1er mai — quartier de Konev
- 8 — square de Kirov — quartier Yubileyni
- 10 — quartier de Konev — rue Volzhskaja (ne fonctionne pas depuis juin 2009 jusqu'au août 2009 à cause de travaux dans la rue Volzhskaja)
- 10K — quartier de Konev — quartier Yubileyni